# Montevarchi Calcio Aquila 1902
Montevarchi Calcio Aquila 1902 is een Italiaanse voetbalclub uit Montevarchi die in de Serie D/E speelt. De club werd opgericht in 1902. De officiële clubkleuren zijn rood en purper.

## Bekende (ex-)spelers
- Alfredo Aglietti